# Erechthias saitoi
Erechthias saitoi är en fjärilsart som beskrevs av Sigeru Moriuti och Takesi Kadohara 1994. Erechthias saitoi ingår i släktet Erechthias och familjen äkta malar. Inga underarter finns listade i Catalogue of Life.